# Touko Voutilainen
Touko Voutilainen, född 1 maj 1918 i Tohmajärvi, död 5 mars 1991 i Helsingfors, var en finländsk skolman.
Vuotilainen blev filosofie licentiat 1959. Han var 1949–1952 rektor och historielärare vid finska samskolan i Sysmä, 1954–1956 kulturredaktör vid Uusi Suomi och 1956–1971 rektor vid Helsingin yhtenäiskoulu. Han gav ut kåserisamlingen Kevytmielisesti (1965).